# 荷兰途易航空
荷兰途易航空（TUI fly Netherlands）曾被称为方舟航空（Arkefly或Arke）是一家荷兰的包机航空公司，总部和枢纽机场均位于阿姆斯特丹斯希普霍尔机场。荷兰途易飞航空是德国旅游品牌途易股份公司下属的包机航空公司。

## 外部連結
- 荷兰途易航空的Facebook專頁